# Luis Carlos Winck
Luis Carlos Coelho Winck (ur. 5 stycznia 1963 w Portão) – piłkarz brazylijski, występujący na pozycji prawego obrońcy.

## Kariera klubowa
Karierę piłkarską Luis Carlos Winck zaczął w klubie SC Internacional w 1981 roku. W klubie z Porto Alegre grał do 1989. Podczas tego okresu zdobył z Internacionalem mistrzostwo stanu Rio Grande do Sul – Campeonato Gaúcho w 1981, 1982 i 1984. W 1989 przeszedł do CR Vasco da Gama. Z Vasco zdobył mistrzostwo Brazylii 1989. W klubie z Rio de Janeiro grał do 1990 roku.
Rok 1991 spędził ponownie w Internacionalu, z którym zdobył kolejne mistrzostwo stanu Rio Grande do Sul. W roku 1992 ponownie grał w Vasco da Gama, a w 1993 w Grêmio Porto Alegre, z którym zdobył swoje piąte mistrzostwo stanu Rio Grande do Sul. W 1993 grał krótko w Corinthians Paulista. W następnych dwóch latach grał kolejno w: Internacionalu, Atlético Mineiro, Botafogo FR i CR Flamengo. Ostatnim etapem jego kariery był São José EC, gdzie zakończył karierę w 1996 roku.

## Kariera reprezentacyjna
W 1984 roku Luis Carlos Winck grał w olimpijskiej reprezentacji Brazylii, z którą zdobył srebrny medal olimpijski na Igrzyskach olimpijskich w Los Angeles. Sukces ten powtórzył 4 lata później na Igrzyskach olimpijskich w Seulu. W reprezentacji Brazylii Luis Carlos Winck zadebiutował 25 kwietnia 1985 w meczu z reprezentacją Kolumbii. W 1993 został powołany na Copa América 1993, na których Brazylia odpadła w ćwierćfinale z reprezentacją Argentyny, lecz nie wystąpił w żadnym spotkaniu. Ostatnim meczem w reprezentacji było spotkanie z reprezentacji USA. Łącznie zagrał w barwach canarinhos 17 spotkań i zdobył 1 bramkę.

## Kariera trenerska
Po zakończeniu kariery piłkarskiej Luis Carlos Winck został trenerem. Od 2007 kolejno trenował Sampaio Corrêa São Luís, Bacabal Esporte Clube, Ríver Teresina, Bacabal Esporte Clube, São Raimundo Manaus, Cianorte FC i São José Porto Alegre. Obecnie jest trenerem Internacionalu Santa Maria.